# Friuli Annia Pinot grigio
Il Friuli Annia Pinot Grigio è un vino DOC la cui produzione è consentita nella provincia di Udine.

## Caratteristiche organolettiche
- colore: giallo dorato, talvolta ramato
- odore: caratteristico
- sapore: asciutto, pieno, aromatico

## Produzione
Provincia, stagione, volume in ettolitri
- Udine  (1996/97)  117,95